# Böhmische Escompte-Bank

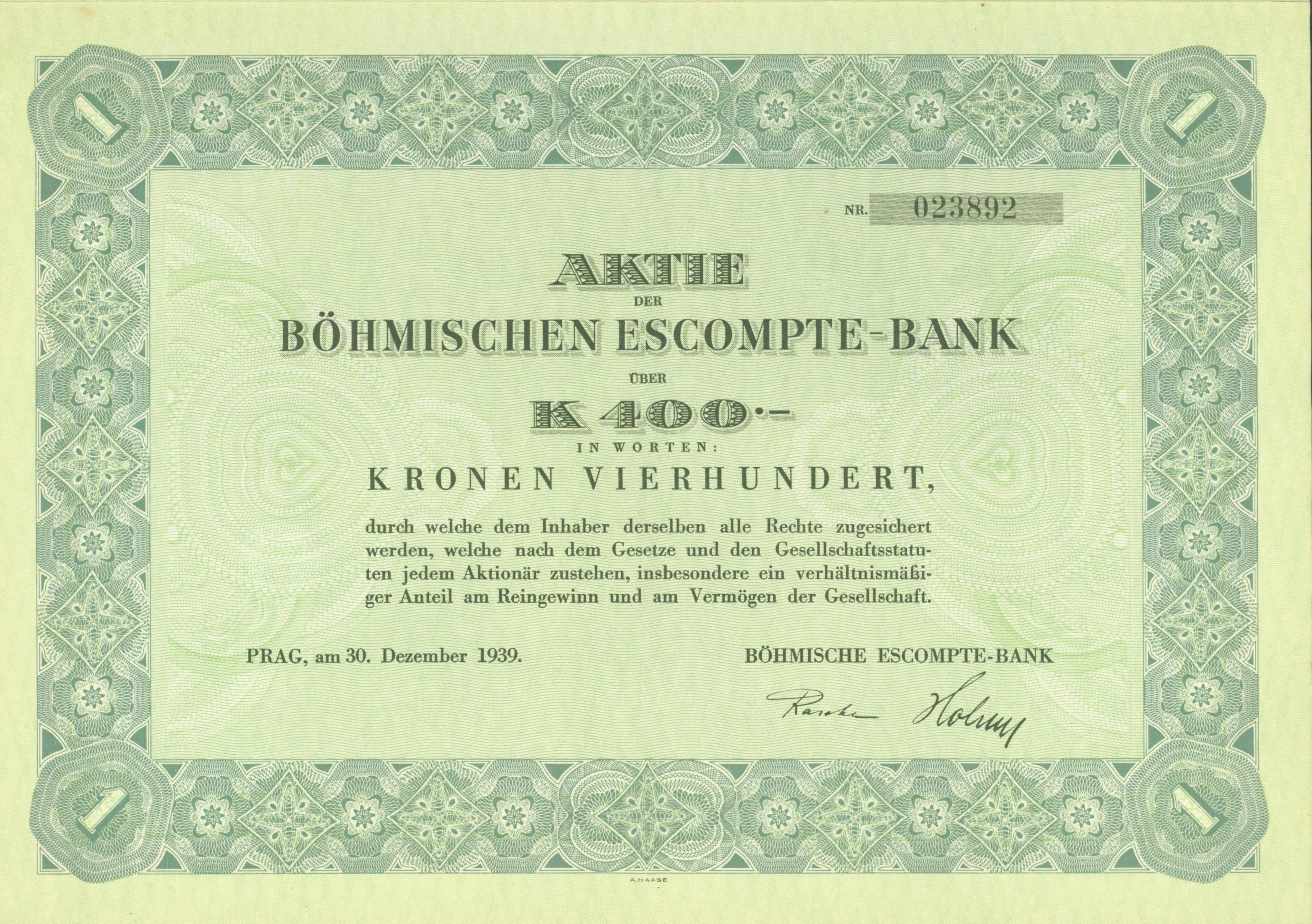
Aktie über 400 Kronen der Böhmischen Escompte-Bank vom 30. Dezember 1939

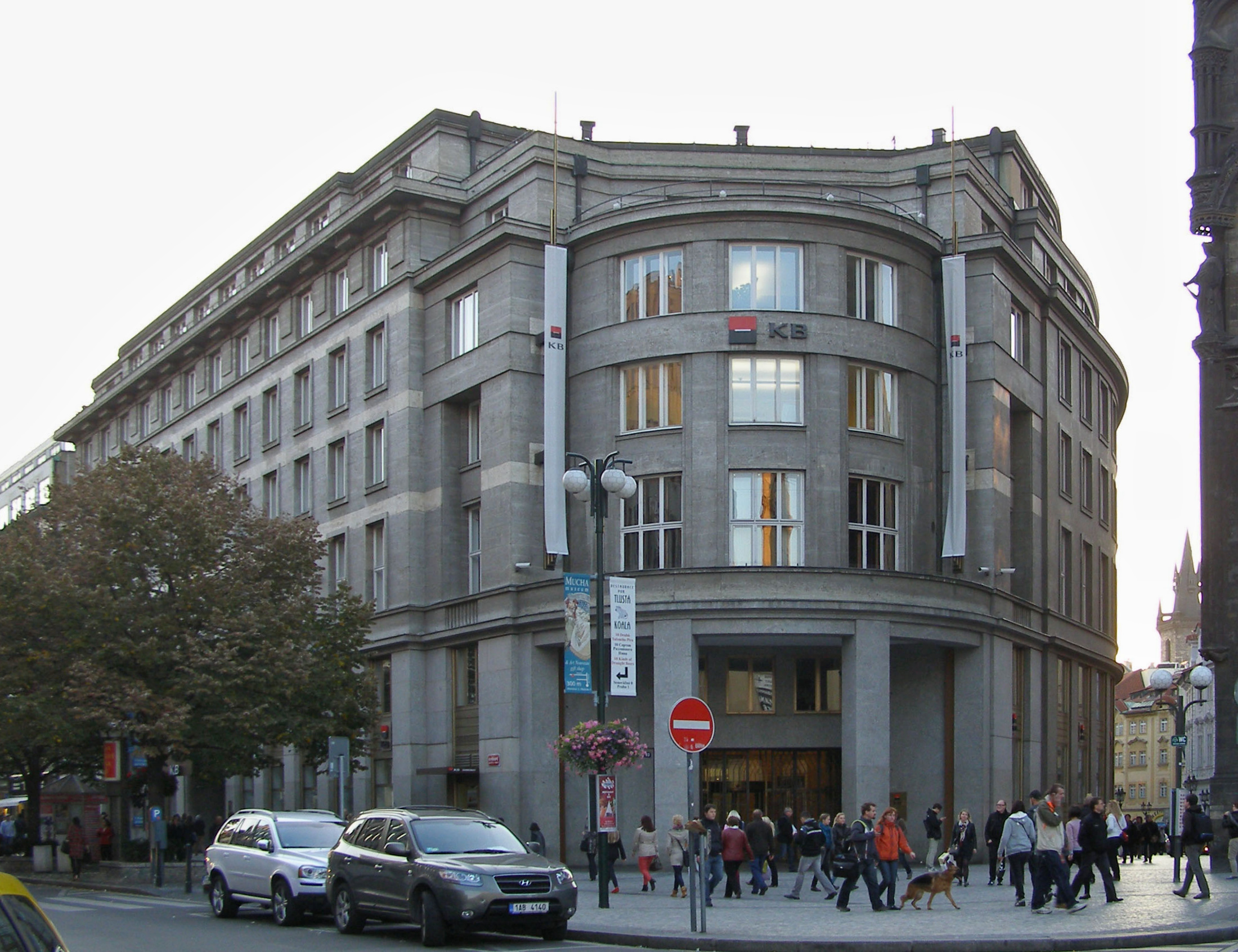
Ehemalige Zentrale der Böhmischen Escompte-Bank in Prag am Graben; Architekt: Karl Jaray, erbaut 1933

Die Böhmische Escompte-Bank (tschechisch: Česká eskomptní banka) war eine am 1. Juli 1863 in Prag gegründete österreichisch-ungarische Großbank, deren sämtliches Aktienkapital 1901 die Niederösterreichische Escompte-Gesellschaft übernahm. In der Ersten Tschechoslowakischen Republik erfolgte 1919 eine Umfirmierung in Böhmische Escompte-Bank und Credit-Anstalt (Bebca) und die Übernahme der Aktienmehrheit durch die Živnostenská banka. Ab 1939 rückbenannt, gelangte im Zuge der Zerschlagung der Rest-Tschechei die Böhmische Escompte-Bank (BEB) als eigenständiges Tochterunternehmen zur Dresdner Bank. Nach Einstellung des operativen Geschäftsbetriebes am 5. Mai 1945 wurde die Bank auf Grundlage der Beneš-Dekrete liquidiert.

## Name
Von der Gründung bis zur Schließung des Unternehmens wurde in verschiedenen Veröffentlichungen, vor allem in der in- und ausländischen Presse, Escompte-Bank zusammen oder getrennt und anstelle des c ein k geschrieben: Escomptebank, Eskompte-Bank, Eskomptebank. Auch das zwischen 1919 und 1939 verwendete Akronym Bebca variierte in der Schreibweise, beispielsweise Bebka oder BEBKA. Offizielle Geschäftsbezeichnungen waren diese Abkürzungen jedoch nie. Gemäß den Geschäftsberichten lautete die Firmierung bis 1919 Böhmische Escompte-Bank, danach bis 1938 Böhmische Escompte-Bank und Credit-Anstalt und anschließend bis 1945 wieder (nur) Böhmische Escompte-Bank.
Mit Escompte, auch Eskompte geschrieben, war früher in der Kaufmannssprache der Diskont gemeint; escomptiren oder eskomptiren bedeutet wörtlich den „Einfluss eines Ereignisses auf den Börsenkurs im Voraus einkalkulieren und den Kurs entsprechend gestalten.“

## Österreich-Ungarn

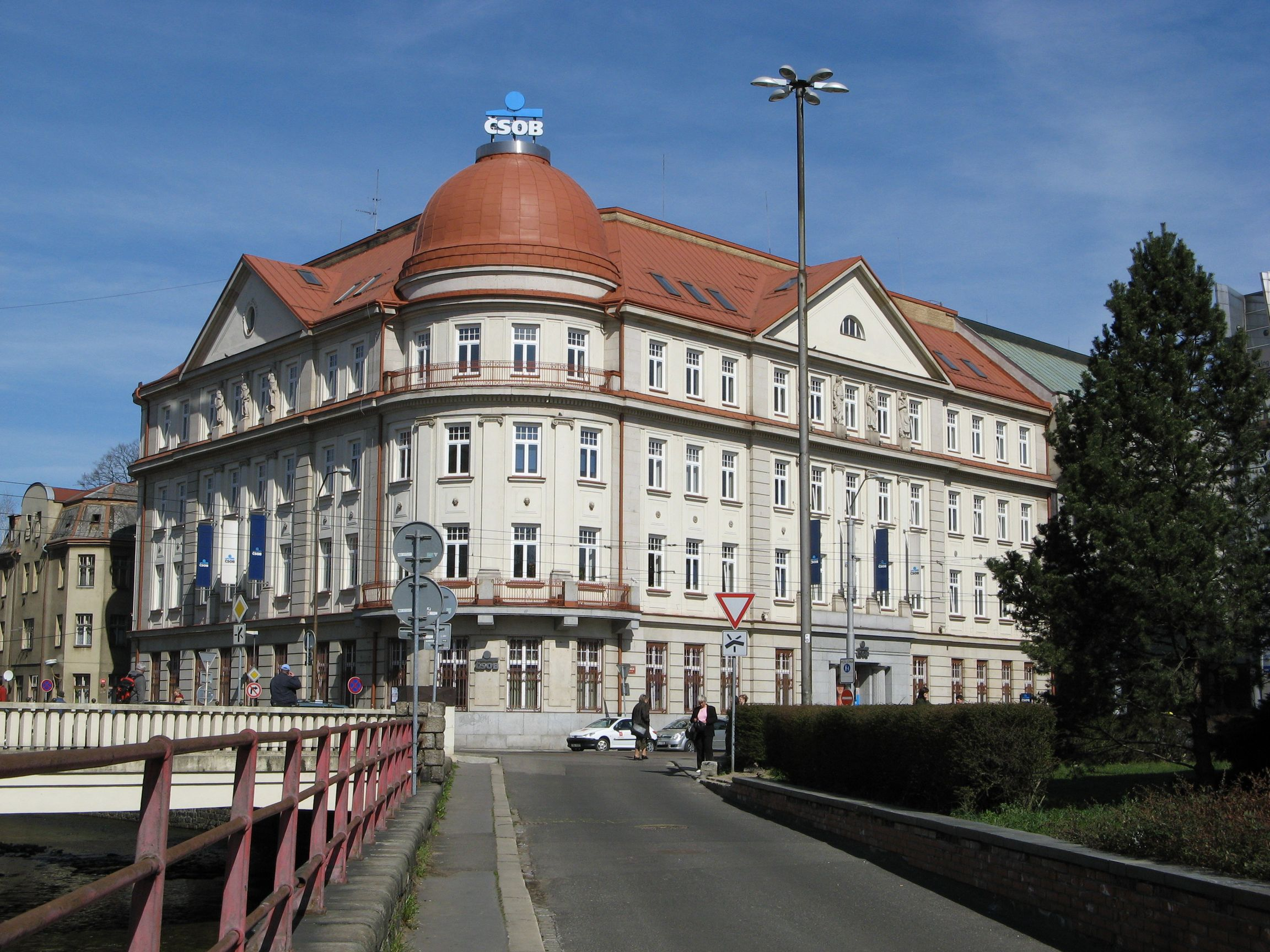
Ehemalige Filiale der Böhmischen Escompte-Bank in Reichenberg; Architekt: Max Kühn, erbaut 1913

Um von Wien unabhängig zu sein, wurden unter dem Dach der Niederösterreichischen Escompte-Gesellschaft zwei selbständige Banken in Böhmen und Mähren gegründet: am 19. November 1862 die Mährische Escompte-Bank mit Sitz in Brünn und am 1. Juli 1863 die Böhmische Escompte-Bank in Prag. Aufgabe des Unternehmens sollte „das Escomptiren, der Verkauf auf das Ausland und die Einkassierung von Wechseln, die Übernahme von Geldern in laufender Rechnung, das Conto-Corrent-Geschäft und das Incasso-Geschäft“ sein.
Die Böhmische Escompte-Bank wurde von Anbeginn nicht den tschechischen, sondern den deutsch-böhmischen Aktienbanken zugeordnet. Die erste Filiale befand sich am Wenzelsplatz 792, Ecke Wassergasse (Vodičkova). Dieser folgte in kurzer Zeit die Eröffnung weiterer Filialen in verschiedenen aufstrebenden Industriestädten Nordböhmens. Spätestens 1870 befand sich der Prager Hauptsitz am Graben 969. Nach mehrjähriger Bauzeit bezog die Bank im Jahr 1933 ein von Karl Jaray erbautes repräsentatives Palais am Graben 33.
Während der ersten 56 Jahre ihres Bestehens erwarb die Böhmische Escompte-Bank in Österreich-Ungarn zahlreiche Firmenbeteiligungen und ein breit gefächertes Konglomerat an hundert Prozent eigenen Konzernunternehmen. Dazu zählten vor allem Berg- und Hüttenwerke, aber auch Woll- und Kammgarnspinnereien, Zementwerke, Maschinenfabriken, Brauereien etc. Die Bank war nach Bildung der Doppelmonarchie das erste Prager Kreditinstitut, das direkte Geschäftsbeziehungen in Budapest aufnahm und im Zahlungsverkehr eine strategische Allianz mit der Ungarischen Handelsbank von Pest einging. Zu den bedeutendsten Konzernunternehmen zählten unter anderem die gegen Ende des 19. Jahrhunderts in Aktiengesellschaften umgewandelte Erste Brünner Maschinenfabrik AG, die Brünner Waffenwerke AG und die Poldihütte.
Infolge ihres sehr diversifizierten Portfolios verfügte die Böhmische Escompte-Bank im Vergleich zu anderen österreichisch-ungarischen Kreditinstituten, vor allem zu den Wiener Großbanken, seit ihrer Gründung über eine minimale Kapitalstärke. Vor diesem Hintergrund übernahm im Jahr 1901 die Niederösterreichische Escompte-Gesellschaft sämtliche Anteile der Böhmischen Escompte-Bank und verwandelte sie damit faktisch in ihre Tochtergesellschaft, jedoch mit selbständiger Hauptverwaltung in Prag sowie eigenen Filialen in Asch, Aussig, Böhmisch Leipa, Brüx, Budweis, Karlsbad, Komotau, Eger–Franzensbad, Leitmeritz, Marienbad, Pilsen, Teplitz, Tetschen-Bodenbach, Trautenau  und Warnsdorf. An diesem Stand änderte sich bis September 1919 nichts.

## Erste Tschechoslowakische Republik

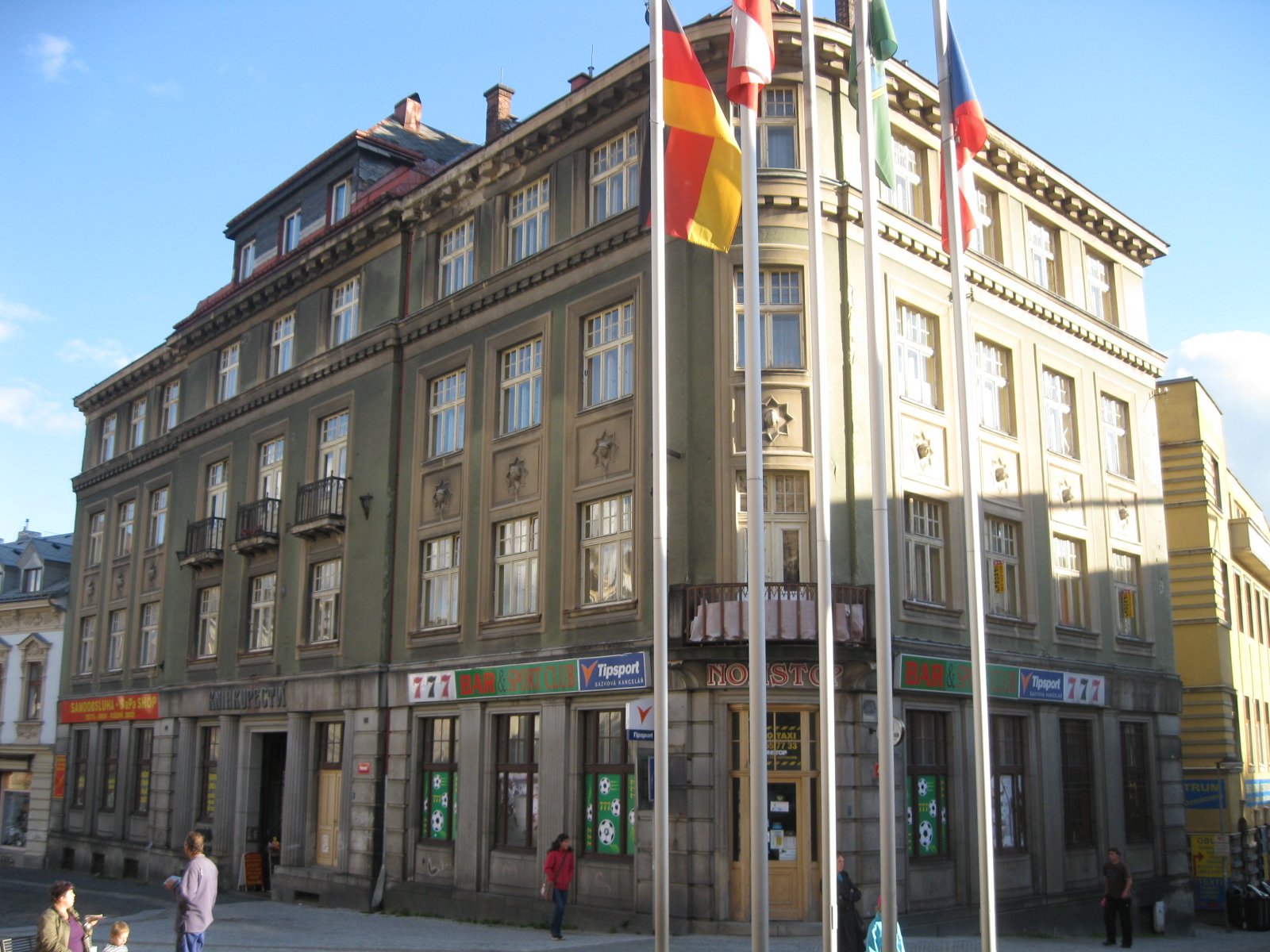
Ehemalige Filiale der Böhmischen Escompte-Bank in Gablonz; Architekt: Max Kühn, erbaut 1924

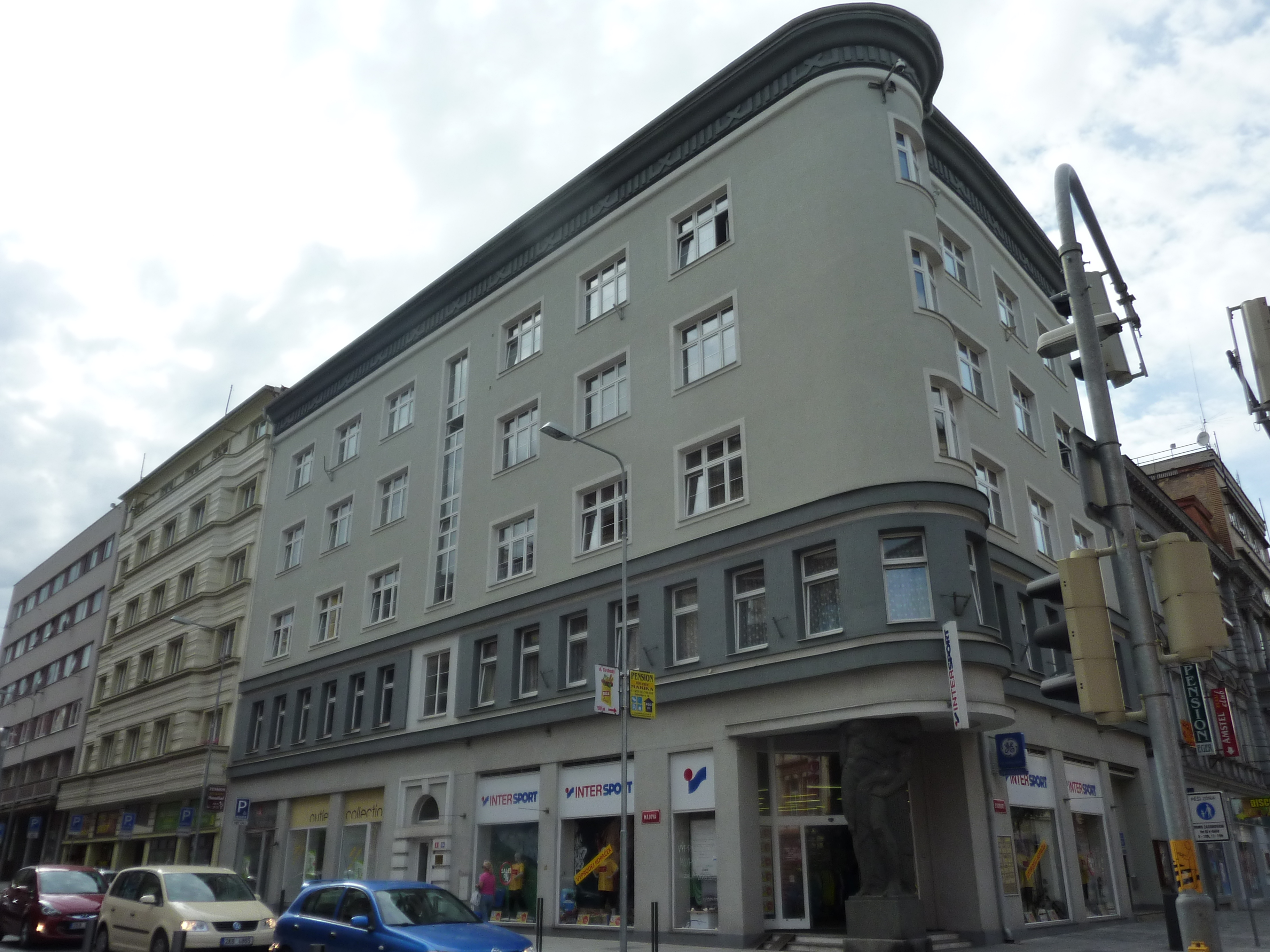
Ehemalige Filiale der Böhmischen Escompte-Bank in Eger; Architekt: Friedrich Lehmann, erbaut 1929

Bis 1918 befanden sich in Böhmen und Mähren die bedeutendsten Industrieunternehmen Österreich-Ungarns. Nach dem Zerfall der Donaumonarchie und der Gründung der Tschechoslowakei versuchte die neue Regierung in Prag sämtliche Kapitalverbindungen zwischen österreichischen Banken und der tschechoslowakischen Industrie zu lösen. Mit einem sogenannten Nostrifizierungsgesetz wurden Inhaber und Aktionäre von Unternehmen im Gebiet der Tschechoslowakei gezwungen, die tschechoslowakische Staatsbürgerschaft anzunehmen und den Hauptsitz ihrer Gesellschaften in die Tschechoslowakei zu verlegen. Für Personen und Unternehmen, die dem nicht folgten, bedeutete das die faktische Enteignung ihres Besitzes in der Tschechoslowakei.
Von dem Gesetz profitierte die Böhmische Escompte-Bank. Der Hauptsitz befand sich unverändert in Prag und die Mehrzahl der Aktionäre nahm als Deutschböhmer die tschechoslowakische Staatsbürgerschaft an. Zu deren Vorteil verlor die in Wien ansässige Niederösterreichische Escompte-Gesellschaft nicht nur ihren Einfluss auf die Böhmische Escompte-Bank, sondern ersatzlos ihre relevanten Aktienanteile. Zudem wurde die Credit-Anstalt für Handel und Gewerbe in Wien gezwungen, ihre zehn Filialen, die sich nun auf tschechoslowakischem Staatsgebiet befanden, an die Böhmische Escompte-Bank zu übertragen. Vor diesem Hintergrund erfolgte 1919 eine Umfirmierung in Böhmische Escompte-Bank und Credit-Anstalt (umgangssprachlich kurz Bebca), was einer Neugründung gleichkam. Auch die bis dahin im Besitz dieser zehn Filialen der Credit-Anstalt für Handel und Gewerbe befindlichen Industriebeteiligungen und Konsortialbestände übernahm die Bebca.
Allerdings erhielt ein Konsortium, das unter der Leitung der halbstaatlichen Živnostenská banka (auch Zivnobank oder Zivnokonzern genannt) stand, einen erheblichen Teil des Aktienkapitals der Bebca. In der Folge spielte die Zivnobank bei der Bebca eine führende Rolle und gewann einen entscheidenden Einfluss; sie zählte nicht nur zu den größten Aktionären des Instituts, sondern verlangte auch seine Reorganisation, die in den Jahren 1919 und 1920 stattfand. Neben personellen Veränderungen in der Geschäftsleitung und im Aufsichtsrat wurden durch umfangreiche Kapitalerhöhungen die Passiva der Bank gestärkt. Außerdem übernahmen belgische und britische Investoren einen großen Kapitalanteil.
Verflochten einerseits mit der internationalen Finanzwelt, andererseits mit der Finanzgruppe um die Živnostenská banka, entwickelte sich die Bebca während der 1920er Jahre zur zweitgrößten tschechoslowakischen Aktienbank. Zudem konnte sie weitere eigene Konzernunternehmen aufbauen, wobei sie vielfach mit der Zivnobank zur Zusammenarbeit verpflichtet war. Beispielsweise fand 1922 in der Hauptverwaltung der Bebca die Gründungsversammlung der Julius Meinl Aktiengesellschaft, Prag statt, deren Finanzierung sie sich als federführendes Institut teilen musste: Je ein Sechstel der tschechoslowakischen Kapitalanteile entfiel auf die Bebca, auf die Živnostenská banka und auf die Anglo-Tschechoslowakische Bank.
Im Zuge der Tschechoslowakisierung musste die Böhmische Escompte-Bank und Credit-Anstalt mit Wirkung zum 1. Januar 1924 die Mährische Escompte-Bank in Brünn aufnehmen. Da die Regierung den verschiedenen ethnischen Minderheiten der Ersten Tschechoslowakischen Republik immer mehr Autonomierechte entzog, führte diese Zwangsfusion zu einer beträchtlichen Verdrossenheit der Mährer. Offen protestierten sie dagegen, dass „Brünn zu einer Provinzstadt, zu einer Filiale Prags“ herabsinke und somit Mähren seine politische und wirtschaftliche Unabhängigkeit verliere, zumal „keineswegs eine finanzielle Notwendigkeit zu einer Fusion bestand“. Die Bebca besaß zwar ebenfalls keine Mitspracherechte, da die Vereinigung per Dekret des tschechoslowakischen Finanzministeriums erfolgte, jedoch vermehrte sich dadurch die Anzahl ihrer Filialen auf 37.
Während der Weltwirtschaftskrise erlitt die Bebca erhebliche Verluste, von denen sie sich bis 1938 nicht erholte. Ihr Einfluss im tschechoslowakischen Bankwesen sank, sodass sie sich ab 1937 nur noch auf Rang vier unter den Prager Aktienbanken befand. Das Aktienkapital umfasste in diesem Jahr 130 Millionen Kč, die Reserven 69 Millionen Kč und die Bilanzsumme 2.633 Millionen Kč. Ausländische Investoren zogen ihr Geld weitgehend ab, deren Anteile die Zivnobank übernahm und somit die Aktienmajorität der Böhmischen Escompte-Bank und Credit-Anstalt gewann. Faktisch litt die Bebca bereits ab 1931 unter zunehmendem Vertrauensverlust und schwindendem Zulauf der Anleger.
Den Schwerpunkt in ihrer Geschäftstätigkeit und Filialstruktur setzte die Bebca in den deutschsprachigen Landesteilen: 1937 unterhielt sie 32 Filialen im deutschsprachigen Gebiet und nur vier im tschechischsprachigen Gebiet. Zu dieser Zeit arbeitete die Bebca nahezu ausschließlich mit tschechischem, jüdischem und sudetendeutschem Kapital. Die Direktion und der Aufsichtsrat war überwiegend mit deutschsprachigen Personen besetzt, wobei 1938 vier von sechs Direktionsmitgliedern Juden waren. Der Anteil jüdischer Mitarbeiter und Führungskräfte am gesamten Personal betrug 30 Prozent. Die deutschsprachigen Juden betrachteten sich überwiegend als Angehörige der deutschen Minderheit in der Tschechoslowakei.

## Sudetenland und Protektorat

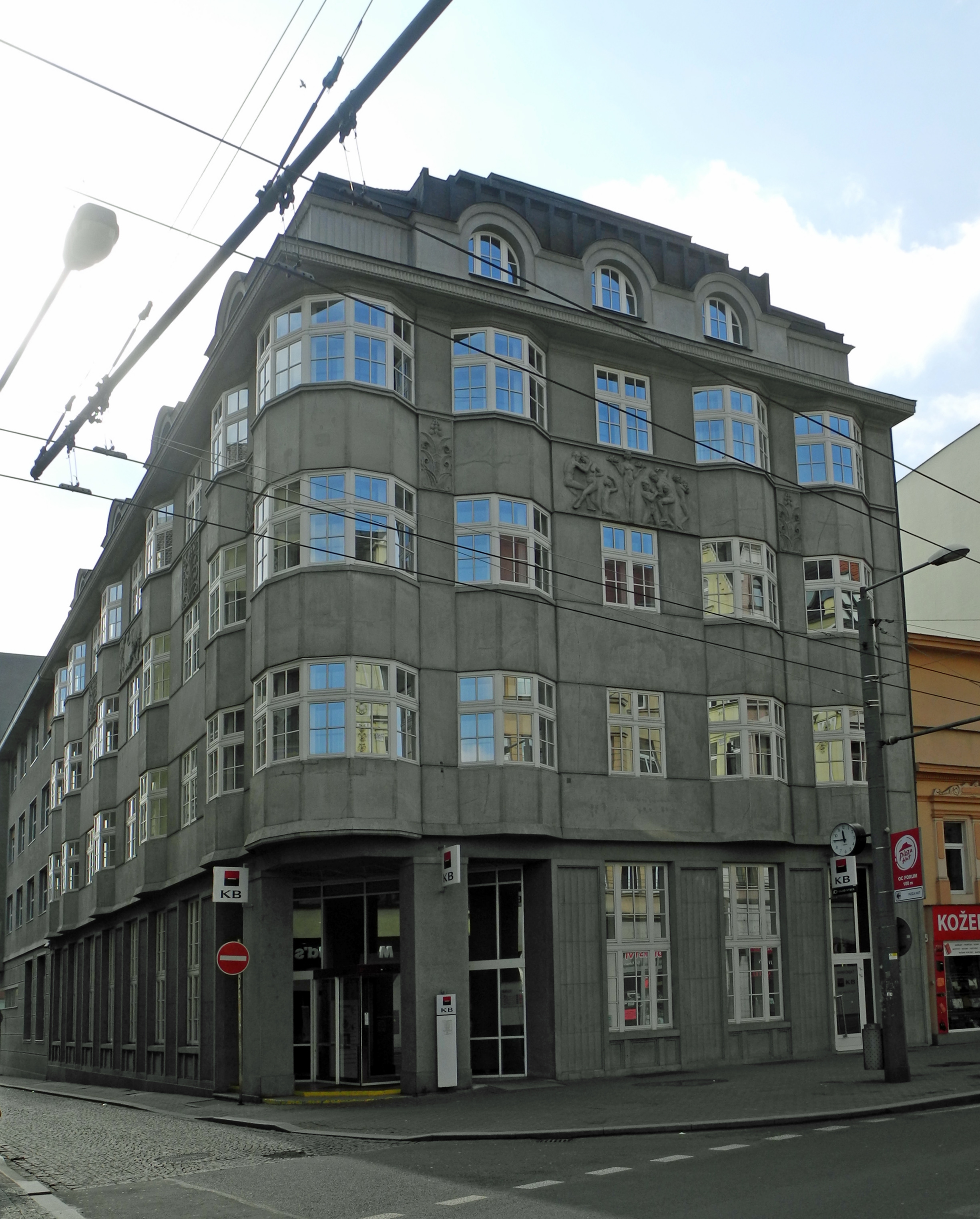
Ehemalige Filiale der Böhmischen Escompte-Bank in Aussig; Architekt: Karl Jaray, erbaut 1925

Unmittelbar nach dem Abschluss des Münchner Abkommens suchte die Geschäftsleitung der Bebca Anfang Oktober 1938 das Gespräch mit der Deutschen Bank und der Dresdner Bank, um einen bestmöglichen Verkauf ihrer sudetenländischen Filialen zu erzielen. Zu diesem Zeitpunkt spielten politische oder rassistische Motive bei den Übernahmeverhandlungen, die mit den jüdischen und deutsch-böhmischen Mitgliedern der Bebca-Geschäftsleitung gemeinsam geführt wurden, eine absolut untergeordnete Rolle. Die Positionen während der Gespräche waren ausschließlich von bankkaufmännischen, betriebsorganisatorischen und wettbewerbspolitischen Erwägungen bestimmt.
Allerdings hatten die deutschen Großbanken ein viel größeres Interesse an der weitaus mächtigeren und attraktiveren Živnostenská banka, anstelle der weniger bedeutenden und in finanzieller Hinsicht anfälligeren Böhmischen Escompte-Bank und Credit-Anstalt. Demgegenüber erkannten die deutschen politischen Autoritäten die Notwendigkeit, mit den tschechischen Unternehmen zu kooperieren, wenn sie ihr Ziel, Böhmen und Mähren wirtschaftlich in das neue Großdeutsche Reich zu integrieren, erreichen wollten. Aus diesem Grund lehnte der Reichskommissar für das Bankgewerbe Friedrich Ernst sämtliche Übernahmeversuche deutscher Banken an der Zivnobank ab.
Insofern hatten alle beteiligten Banken wenig Mitspracherechte bei der Wahl des Fusionspartners. Am Ende entschied Reichskommissar Ernst im November 1938, alle Filialen der Bebca in den sudetendeutschen Gebieten zusammen mit vier Zweigstellen der Živnostenská banka der Dresdner Bank zuzuschlagen. Erst damit begannen die konkreten Verkaufsgespräche. Nach langen und zähen Verhandlungen stimmten die Vertreter der Dresdner Bank und der Böhmischen Escompte-Bank und Credit-Anstalt am 4. Februar 1939 dem Geschäftsübernahmevertrag der Filialen im Sudetenland zu.
Nach der Zerschlagung der Rest-Tschechei übernahm die Dresdner Bank ab März 1939 die Aktienmehrheit der Böhmischen Escompte-Bank und Credit-Anstalt und wandelte das Unternehmen in eine deutsche Bank um. Die 1919/20 zugeordneten zehn Filialen in Mähren trat die Bank wieder an die Credit-Anstalt für Handel und Gewerbe in Wien ab. Als eigenständige Tochtergesellschaft der Dresdner Bank erfolgte am 22. Mai 1939 eine Umfirmierung in (wieder) Böhmische Escompte-Bank, fortan umgangssprachlich kurz BEB genannt. Insgesamt hielt die Dresdner Bank knapp 80 % am Aktienkapital der BEB. Die kurz zuvor veräußerten Filialen im Sudetenland wurden nicht zurückübertragen, sondern blieben Niederlassungen der Dresdner Bank. Das heißt, im Reichsgau Sudetenland war die Böhmische Escompte-Bank nur bedingt präsent.
Bereits 1938 war es der Dresdner Bank gelungen, mehreren jüdischen Kapitaleignern ihre Bebca-Anteile abzukaufen. Nach Gründung des Protektorats Böhmen und Mähren wurden die jüdischen Mitglieder des Vorstandes aufgefordert, ihre Funktionen niederzulegen. Ebenso war die Bank in der Folgezeit weitgehend an sogenannten Arisierungsvorgängen beteiligt. Zunächst sandte die Gestapo Listen mit jüdischen Unternehmen an alle im Protektorat ansässigen Banken und forderte sie auf, den Prozess der „Arisierung“ einzuleiten.
Im nächsten Schritt wurde die Böhmische Escompte-Bank neben anderen Geldinstituten per Erlass des Reichsprotektors verpflichtet, jüdische Kunden zwecks Öffnung ihrer Schließfächer vorzuladen und den Termin rechtzeitig der Gestapo und dem Finanzamt mitzuteilen. Außerdem verschaffte sich die BEB über das Protektoratsvermögensamt in Prag regelmäßig Übersichten von Häusern und Grundstücken legal oder illegal ausgewanderter Juden, meldete diese der Gestapo und erlangte so bis Herbst 1940 nahezu eine Monopolstellung auf die Verwaltung dieses beschlagnahmten jüdischen Vermögens; erst dann übernahmen auch andere Banken dieses Geschäftsmodell.
Im Frühjahr 1939 legten die neuen Leitungsgremien der BEB die Richtlinien der künftigen Geschäftspolitik fest. Um Kosten zu sparen, wollte der Vorstand auf ein engmaschiges Filialnetz verzichten und sich nur auf sieben Standorte beschränken: neben Prag auf Brünn, Pilsen, Budweis, Iglau, Mährisch-Ostrau und Olmütz. Diese Vorgaben konnten nur im ersten Jahr des operativen Geschäfts eingehalten werden, da die BEB im Rahmen von Sanierungsmaßnahmen im Jahr 1940 die angeschlagene Länderbank Prag mit deren Niederlassungen in Jungbunzlau, Königgrätz und Nachod sowie zwei Filialen in Prag übernehmen und diese weiterführen musste. 1941 eröffnete sie zudem eine Zweigstelle in Beraun, Anfang 1942 eine weitere in Kolin. Im Zuge der ab Herbst 1942 anlaufenden Rationalisierung im Bankwesen musste sie diese beiden Niederlassungen jedoch wieder schließen.
Nach der Eingliederung in den Dresdner-Bank-Konzern konnte die Böhmische Escompte-Bank ihre Ertragslage deutlich stabilisieren. Zum einen entfiel die Zwangsbeteilung an Finanzierungsvorhaben der Zivnobank, zum anderen konnte die BEB auf die Rückendeckung ihrer Muttergesellschaft vertrauen. Bereits ab Herbst 1939 verzeichnete der Vorstand eine deutliche Belebung des Geschäfts, vor allem mit der Industrie. Dies schlug sich in einem Anstieg der Debitoren, aber auch in einer Zunahme anderer Bilanzposten nieder. Zudem konnte die BEB wenig profitable Aktienpakete und Industriebeteiligungen abstoßen und die Substanz ihres Effektenportefeuilles verbessern.
Alle Faktoren führten im Ergebnis zu einer Stärkung von Rentabilität und Liquidität, sodass die Böhmische Escompte-Bank in den folgenden Geschäftsjahren sehr gute  Bilanzzahlen präsentieren konnte. Die wichtigsten Industriebeteiligungen und Cashcows der Bank waren bis 1945:
- Bratislaver Allgemeine Bank AG mit 30 % Aktienanteil
- Bratislaver Handels- und Kredit-Bank AG mit 100 % Aktienanteil
- Kaschauer Bank AG mit 100 % Aktienanteil
- Nestomitzer Zucker Raffinerie mit 20 % Aktienanteil
- Nordmährische Brauerei- und Malzfabrik AG mit 20 % Aktienanteil
- Leitmeritzer Bierbraugesellschaft „Elbschloss“ mit 100 % Aktienanteil
- Bratislaver Mühlen AG mit 100 % Aktienanteil
- Mühlig-Union Glasindustrie AG mit 12 % Aktienanteil
- Glasfabriken und Raffinerien Josef Inwald AG mit 100 % Aktienanteil
- Altrohlauer Porzellanfabriken AG mit 40 % Aktienanteil
- Königshofer Cement-Fabrik AG mit 30 % Aktienanteil
- Poldi-Hütte mit 30 % Aktienanteil
- Mannesmannröhren-Werke AG mit 10 % Aktienanteil
- Erste Brünner Maschinenfabrikgesellschaft mit 25 % Aktienanteil
- Ostrak Heizungsanlagen und Apparatebau AG mit 80 % Aktienanteil
- Cellulosefabrik AG in Bratislava mit 100 % Aktienanteil
- Papierindustrie AG in Olsany mit 20 % Aktienanteil
- Neudecker Wollkämmerei und Kammgarnspinnerei mit 60 % Aktienanteil
- Prager Handels AG mit 100 % Aktienanteil
- Prag-Duxer Eisenbahngesellschaft mit 8 %  Aktienanteil[6]

Zudem kam der Böhmischen Escompte-Bank ein maßgeblicher Anteil beim Aufbau der Reichswerke in Mittel- und Osteuropa zu. Bis zum April 1945 konnte die BEB nahezu ungestört arbeiten. Luftangriffe waren im Sudetenland sowie in Böhmen und Mähren vergleichsweise selten. Zwar drängten einige Vorstandsmitglieder aus der Dresdner-Bank-Zentrale in Berlin ab Februar 1945 darauf, große Engagements des Instituts zurückzuführen und fällige Forderungen einzutreiben, gravierende Beeinträchtigungen der betrieblichen Abläufe kamen jedoch nicht vor. Das Ende des operativen Geschäftsbetriebes erfolgte erst mit Ausbruch des Prager Aufstands am 5. Mai 1945.

## Zweite Tschechoslowakische Republik

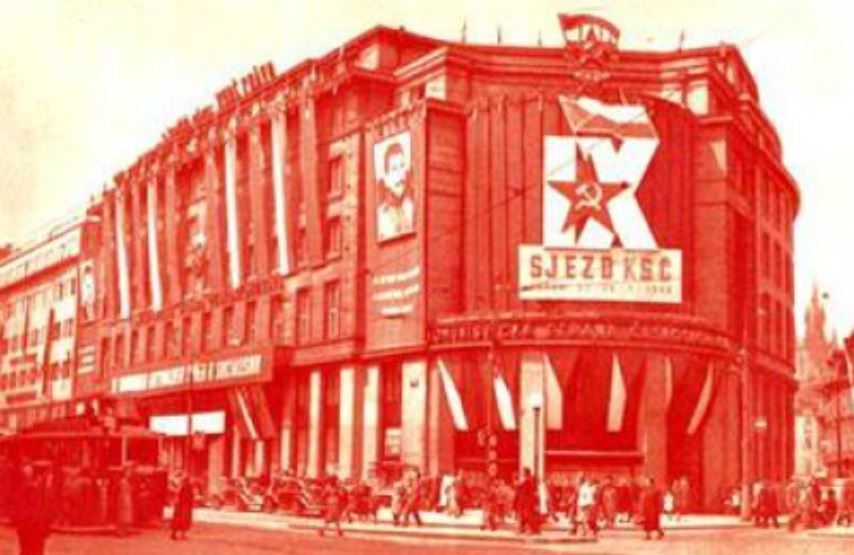
Zentrale der KSČ in der ehemaligen Prager Hauptverwaltung der Böhmischen Escompte-Bank nach dem Zweiten Weltkrieg

Nach dem Ende des Zweiten Weltkriegs folgte die Liquidation der Böhmischen Escompte-Bank auf Grundlage der am 24. Oktober 1945 erlassenen Beneš-Dekrete. Damit war die entschädigungslose Enteignung „deutscher Betriebe“ und die Beschlagnahmung „deutschen Vermögens“ in der wiedererrichteten Tschechoslowakei verbunden. Alle Aktiva und Passiva der BEB fielen an den tschechoslowakischen Staat. Formal übernahm das Finanzministerium die Liquidation, ermächtigte aber die Živnostenská banka mit der Abwicklung. Die Liquidation der Böhmischen Escompte-Bank wurde eindeutig von der Regierung in Prag und ihren Ministerien bestimmt.
Das heißt, auf die tatsächliche Liquidation ihrer ehemaligen Tochtergesellschaft konnte die Dresdner Bank keinerlei Einfluss nehmen. Die eigentliche Liquidation zog sich über einen langen Zeitraum hin. Zwischen 1950 und 1990 lassen sich in der Tschechoslowakei verschiedene Adressen von Liquidationsstellen oder Liquidatoren der BEB nachweisen. Ob sich diese tatsächlich mit der Abwicklung des Instituts beschäftigten oder ob es sich hier um reine „Briefkastenadressen“ handelte und das Unternehmen nur noch auf dem Papier existierte, ist unbekannt. Ansprüche wurden insbesondere von jüdischen und US-amerikanischen Kunden erhoben, die einst Konten bei der Böhmischen Escompte-Bank besaßen.
Die Dresdner Bank stellte keine Regressansprüche gegenüber dem tschechoslowakischen Staat und/oder dem tschechischen Nachfolgestaat, wodurch die Frage des BEB-Vermögens bis heute offen ist. Während sich zumindest in den 1970er Jahren noch Konten der Böhmischen Escompte-Bank bei diversen Filialen der Dresdner Bank nachweisen lassen, auf denen sich Guthaben befanden, ist davon auszugehen, dass die tatsächlich noch vorhandenen Vermögenswerte an den tschechoslowakischen und/oder tschechischen Staat fielen. Wie lange die Abwicklung letztendlich dauerte, konnte bisher nicht ermittelt werden.
In der ehemaligen Prager Hauptverwaltung der Böhmischen Escompte-Bank befand sich von 1945 bis 1960 das Zentralsekretariat der Kommunistischen Partei der Tschechoslowakei (KSČ). Danach nutzte die Pionierorganisation des Tschechoslowakischen Jugendverbandes das Gebäude. Heute befindet sich darin der Hauptsitz der 1990 gegründeten Komerční banka.